# ماركوس فوكس
ماركوس فوكس (بالألمانية: Markus Fuchs)‏ (24 فبراير 1980 في ألمانيا - ) هو لاعب كرة قدم ألماني في مركز الهجوم. لعب مع نادي ساربروكن ونادي نورنبرغ و1. FC Nürnberg II ‏ وSpVgg Bayreuth ‏ واينتراخت ترير 05 ‏ وSC Pfullendorf ‏.

## وصلات خارجية
- ماركوس فوكس على موقع قاعدة بيانات كرة القدم.إي يو (الإنجليزية)
- ماركوس فوكس على موقع بيانات كرة القدم. دي إي (الألمانية)
- ماركوس فوكس على موقع عالم كرة القدم.نت (الإنجليزية)